# Аравийская крачка
Аравийская крачка, или красноморская белощёкая крачка (лат. Sterna repressa), — вид птиц из семейства чайковых (Laridae). Вид описан немецким орнитологом Эрнстом Хартертом в 1916 году. Обитает в субтропиках, в Африке и Евразии, от побережья Кении до побережья Пакистана и западного побережья Индии.
Крачки отличаются длинным прямым клювом без восковицы и крючка на конце и слабо согнутой спинкой. Все крачки прекрасно летают, живут по берегам морей и пресных вод, питаются рыбой и другими водяными животными, которых ловят, бросаясь на них сверху. Гнезда устроены просто, кладка состоит из 1—3 яиц. У крачки оперение лба доходит до ноздрей, плавательные перепонки с умеренной вырезкой, хвост вилообразный, брюхо белое.
Аравийская крачка немного меньше речной крачки (Sterna hirundo), имеет более легкий и менее мощный полет. Оперение отличается более темной верхней частью. Клюв длиннее, а ноги короче. Взрослые имеют темно-серое нижнюю часть тела с тёмной нижней кромкой крыла, похожи на меньшую белощёкую болотную крачку с более коротким хвостом. Молодые птицы очень похожи на речную крачку, но аравийские крачки окрашены сильнее. Гнездится на небольших островах и коралловых рифах.
Большая часть этого вида мигрирует, хотя в Восточной Африке они могут оставаться там в течение всего года. Гнездится вместе с другими видами крачек в колониях по 10—200 пар (иногда до 900 пар). Остается в колонии в течение всего года.
Этот вид обитает на тропических побережьях и в прибрежных водах, добывая пищу в основном в пределах 3 километров от коралловых рифов, иногда на расстоянии до 10 километров от суши. Гнездится на скалах, песке, гравии или коралловых островах, голых и обнаженных песчаных отмелях и на малозаросшем открытом грунте на песчаных дюнах и на пляжах выше отметки прилива.
Рацион состоит из мелкой рыбы (в основном 5 сантиметров длиной) и беспозвоночных.
Гнездо — неглубокая ямка.